# Лиланд, Чарльз Годфри
Чарльз Годфри Лиланд (англ. Charles Godfrey Leland; 15 августа 1824, Филадельфия, Пенсильвания, США — 20 марта 1903, Флоренция, Тоскана, Италия) — американский фольклорист, переводчик и журналист. 
Лиланд работал журналистом, много путешествовал и интересовался фольклористикой и народной лингвистикой. Он публиковал книги и статьи по американским и европейским языкам и народным традициям. Он написал "Арадию, или Евангелие ведьм", которое полвека спустя стало источником для викки и других неоязычников.

## Ранние годы
Чарльз Годфри Лиланд родился 15 августа 1824 года в семье комиссионного торговца Чарльза Лиланда и Шарлотты Годфри в Филадельфии. Его мать была протеже Ханны Адамс. Чарльз считал себя потомком известного Джона Лиланда и других английских антиквариев.
Лиланд утверждал, что в детстве на него повлияли Жильбер Лафайет, Николя Гуин Дюфиф и Фредрика Бремер своим произведением "Соседи". Чарльз рассказывал, что вскоре после его рождения голландская няня взяла его на семейный чердак и провела ритуал, включающий библию, ключ, нож, зажжённые свечи, деньги и соль, чтобы обеспечить долгую жизнь "учёного и волшебника". Его биографы ссылаются на этот рассказ как на предзнаменование его интереса к народным традициям и магии. Его другом на всю жизнь стал Джордж Генри Бокер, а одноклассником был Джордж Макклеллан.
Лиланд получил образование в колледже Принстонского университета. Во время учебы он изучал языки, писал стихи и преследовал множество других интересов, включая герметизм, неоплатонизм и сочинения Рабле и Вийона.
После колледжа Чарльз отправился в Европу, чтобы продолжить учёбу, сначала в Германии, в Гейдельберге и Мюнхене, а в 1848 году в Сорбонне в Париже. В том же году он участвовал во Французской революции, сражаясь на построенных баррикадах против королевских солдат в качестве капитана.

## Карьера

### Журналистика
Лиланд вернулся в Америку после того, как закончились деньги, которые отец дал ему на дорогу, и сдал экзамены по юриспруденции в Пенсильвании. Вместо того чтобы заниматься юридической практикой, он начал карьеру в журналистике. Как журналист, Чарльз писал для The Illustrated News в Нью-Йорке, Philadelphia Bulletin в Филадельфии и, в конечном итоге, стал редактором журнала Graham’s Magazine и Philadelphia Press. В 1856 году Лиланд женился на Элизабет Белли Фишер.
Кроме того, Чарльз был редактором Continental Monthly, просоюзного издания. В 1863 году он вступил в армию союза и участвовал в битве при Геттисберге.

### Фольклорные исследования
Лиланд вернулся в Европу в 1869 году и много путешествовал, в конце концов обосновавшись в Лондоне. Его слава при жизни основывалась главным образом на его юмористических "Балладах Ганса Брейтманна" (Hans Breitmann’s Ballads) 1871 года, написанных на смеси ломаного английского и немецкого (не путать, как это часто бывало, с пенсильванским немецким). В последнее время его труды о языческих традициях затмили в значительной степени забытые баллады.
Во время своих путешествий он изучал цыган, о которых написал не одну книгу. Лиланд начал издавать ряд книг по этнографии, фольклору и языку. Его труды об алгонкинской и цыганской культуре были частью современного интереса к языческим и арийским традициям. Учёные обнаружили, что Лиланд позволял себе значительные вольности в своих исследованиях. В своей книге "Алгонкинские легенды Новой Англии" (The Algonquin Legends of New England) Чарльз пытается связать культуру и историю вабанаков с норвежцами. Также выяснилось, что Лиланд изменил некоторые из этих народных сказок, чтобы подтвердить свою теорию. Он ошибочно утверждал, что открыл "пятый кельтский язык": группу жаргонных языков кэнт, на которых говорят ирландские путешественники, которую он назвал шелта в своей книге "Цыгане" (The Gypsies) 1882 года. В 1888 году Лиланд стал президентом английского Общества истории цыган.
Одиннадцать лет спустя Чарльз выпустил "Арадию, или Евангелие ведьм", якобы содержащее традиционные верования итальянского колдовства, переданные ему в рукописи, предоставленной женщиной по имени Маддалена, которую он называет своей "ведьмой-информатором". Это остается его самой влиятельной книгой. Точность Арадии оспаривалась и использовалась другими в качестве исследования ведьм в Италии XIX века.

### Художественная деятельность
Лиланд также был пионером художественного и дизайнерского образования, оказав значительное влияние на движение искусств и ремёсел. В своих мемуарах он писал: "История того, что для меня является самым интересным периодом моей жизни, ещё предстоит написать. Это включает в себя отчёт о моей многолетней работе по внедрению индустриального искусства как отрасли образования в школах".
Он участвовал в серии книг по промышленному искусству и ремеслам, включая книгу, которую он написал в соавторстве с Томасом Боласом в 1876 году, под названием "Пирография или гравюра на обожжённом дереве" (Pyrography or burnt-wood etching). Он был, что более важно, основателем и первым директором Общественной школы промышленного искусства в Филадельфии. Эта школа возникла как школа для обучения ремёслам детей из неблагополучных семей и стала широко известна, когда её высоко оценил Оскар Уайльд, который заявил, что его друг будет "признан и почитаем как один из великих пионеров и лидеров искусства будущего".

### Переводы
Лиланд перевёл на английский язык коллективные произведения немецкого романтиста Генриха Гейне и стихи Йозефа Виктора фон Шеффеля. Он перевёл повесть Йозефа фон Эйхендорфа "Из жизни одного бездельника" (Aus dem Leben eines Taugenichts) на английский язык как "Воспоминания о бездельнике" (Memoirs of a Good-for-Nothing), опубликованные в Нью-Йорке в 1866 году.

## Избранные публикации
- Meister Karl’s Sketch-book (1855)
- Legends of Birds (1864)
- Hans Breitmann’s Ballads (1871)
- Pidgin-English Sing-Song (1872)
- The Music-Lesson of Confucius, and Other Poems (1872)
- The English Gipsies and Their Language (1873)[17]
- Fusang or the Discovery of America by Chinese Buddhist Priests in the Fifth Century (1875)[18]
- Johnnykin and the Goblins (1879)
- The Gypsies (1882)[19]
- Algonquin Legends of New England (1884)
- Gypsy Sorcery and Fortune Telling (1891)[20]
- The Hundred Riddles of the Fairy Bellaria (1892)
- Etruscan Roman Remains in Popular Tradition (1892)
- Leather Work, A Practical Manual for Learners (1892)
- Songs of the Sea and Lays of the Land (1895)
- Legends of Florence Collected from the People (1896)
- A Manual of Mending and Repairing with Diagrams (1896)
- A dictionary of slang, jargon & cant embracing English, American, and Anglo-Indian slang, pidgin English, gypsies' jargon and other irregular phraseology (1897)
- Unpublished Legends of Virgil (1899)
- Aradia, or the Gospel of the Witches (1899)
- Have You a Strong Will? (1899)
- Legends of Virgil (1901)
- Life and Adventures of James P. Beckwourth, Mountainner, Scout, Pioneer, and Chief of the Crow Nation of Indians (1901, редакция)
- Flaxius, or Leaves from the Life of an Immortal (1902)
- The Alternate Sex: or, The female Intellect in Man, and the Masculine in Woman (1904)[21]

## Наследие
Его биографию написала его племянница Элизабет Робинс Пеннелл, которая также поселилась в Лондоне и частично зарабатывала на жизнь, рассказывая о путешествиях по Европе. В молодости Лиланд поощрял её рассматривать писательство как карьеру, что она и сделала с некоторым успехом.